# Dancing Lasha Tumbai
Dancing Lasha Tumbai (ukrajinsko Данцінґ Лаша Тумбай) je skladba, ki jo je na Pesmi Evrovizije 2007 za Ukrajino predstavljal Andrij Danilko, preoblečen v žensko z imenom Verka Serdučka. Besedilo pesmi je napisano mešano v štirih jezikih: v nemščini, angleščini, ukrajinščini in mongolščini. 
Pesem je sprožila ogorčenje v Rusiji, saj naj bi lasha tumbai zvenelo podobno kot »Russia goodbye« (»nasvidenje, Rusija«), kar naj bi bil namig na Oranžno revolucijo leta 2004 v Ukrajini. Danilko je to zanikal in razložil, da gre za mongolske besede za stepeno smetano. Mongoli so na ruski televiziji to zanikali, mongolska ambasada v Moskvi je izjavila, da lasha tumbai ne pomeni nič. Kljub temu je s podporo ukrajinske nacionalne televizije Serdučka nastopil v finalu Evrovizije in zasedel drugo mesto. Pesem je postala hit v več evropskih državah.
Po ruski invaziji na Ukrajino 24. februarja 2022 je Danilko rekel: »Prijatelji, od 24. februarja v tej pesmi ni več lasha tumbai, samo še Russia goodbye. Tega (včasih) nisem pel. Hoteli ste slišati in zdaj boste slišali.« Pesem pod originalnim naslovom in spremenjenim besedilom je Danilko zapel ob paradi zastav v velikem finalu Pesmi Evrovizije 2023.